# 鄧實
鄧實（1877年—1951年），字秋枚，別號枚子、枚君、野殘、雞鳴、风雨楼主人。廣東廣州順德人，出生於江蘇省松江府上海縣高昌乡。中國歷史學家。擅政論，為國粹學派主要構造者之一。發表有《國漣保存論》、《國學真論》、《古學復興論》等文。

## 生平
早年随父居住在上海制造局，在上海城南南阁子读书，受其父影响，尽读局中所译之西文书。其父早逝，與弟鄧方相依為命。弟兄二人，寒夜讀書，每及“當世之故”，常慷慨悲歌，飲酒起舞，期期以報國自許。
1896年回广东，游学于简岸草堂，师从简朝亮。1902年於上海創辦《政藝通報》，其大旨則欲決植民權，以排斥專制，為變政之根本。1903年9月，赴开封应试顺天乡试，未成。1905年發起成立國學保存會，刊行《國粹學報》，任主编，以“发明国学，保存国粹”为宗旨，标榜“不存门户之见，不涉党派之争”，声称以“保种、爱国、存学”为职志。虽然该刊并未明言其革命倾向，但“排满革命”之旨始终贯穿其中。柳亞子譽其「是了不起的人物」。1907年冬，参加南社的筹备会，与南社成员交往广泛。1908年创办神州国光社，主要印行碑帖画册和各种古籍。1911年12月15日，参加中华民国联合会成立大会，为广东唯一的参议员，并被推举为《大共和报》的创办员之一。1912 年《 国粹学报》停刊后，改出《古学汇刊》, 并附设古物流通处，专营古物买卖，逐渐淡出媒体和学界，1930年，神州国光社难以为继，转让他人，国学保存会藏书楼于1932年因经费问题闭楼，所藏图书由邓实捐献给复旦大学图书馆。邓实后半生基本上是以文物古玩自娱。 晚年居于上海愚园路， 门前悬有“ 风雨楼” 木牌一块。1951年9月14日，因患疾病惮于就医、药不对症而辞世。

## 著作
邓实一生校勘出版了大量古籍丛书：《国粹丛书》、《国粹丛编》、《美术丛书》、《古学汇刊》、《神州国光集》、《神州大观》、《风雨楼丛书》等。